# Sascha Wolf
Sascha Wolf (* 3. September 1971 in Westerholt) ist ein ehemaliger deutscher Fußballspieler. Der Stürmer stand im Verlauf seiner Karriere vorwiegend bei Revierclubs unter Vertrag.

## Sportlicher Werdegang
Wolf entstammt der Jugend des FC Rhade. Über den DSC Wanne-Eickel stieß er 1996 zum FC Schalke 04, für den er als Amateurspieler in der zweiten Mannschaft auflief. Nachdem er mit sieben Toren in sieben Spielen in der Oberliga Westfalen zu Beginn der Spielzeit 1998/99 auf sich aufmerksam gemacht hatte, kam er am 2. Oktober 1998 zu seinem Debüt in der Bundesliga, als er beim Spiel gegen den VfL Wolfsburg in der 76. Spielminute eingewechselt wurde. Für den FC Schalke 04 bestritt er bis zum Saisonende 14 Bundesligaspiele mit drei Torerfolgen.
Zur Saison 1999/00 wechselte Wolf zu Rot-Weiss Essen, das in die Regionalliga West/Südwest aufgestiegen war. Mit dem Klub schaffte er am Ende der Spielzeit die Qualifikation zur zweigleisigen Regionalliga. Ein Jahr später wurde er zum Retter des Klubs, als er einerseits 15 Saisontore erzielte und andererseits insbesondere beim Spiel gegen Eintracht Braunschweig am letzten Spieltag mit einem Tor in der 89. Minute die Mannschaft zum Klassenerhalt schoss. Im Laufe der folgenden Spielzeit verlor er seinen Stammplatz und war schließlich vorwiegend in der Reservemannschaft aktiv. Als der Verein 2004 in die 2. Bundesliga aufstieg, verließ er nach 124 Spielen und 45 Toren die Mannschaft.
Wolf schloss sich dem Lokalrivalen Schwarz-Weiß Essen an. Von 2004 bis 2008 absolvierte er für den ETB in der Oberliga Nordrhein 128 Ligaspiele, in denen er 83 Tore erzielte. Von den Fans wurde Wolf dreimal in Folge zum Spieler der Saison gewählt. Zur Saison 2008/09 wechselte Wolf zur zweiten Mannschaft von Fortuna Düsseldorf. Mit der Mannschaft stieg er aus der NRW-Liga in die Regionalliga auf, hatte verletzungsbedingt dort jedoch kaum Einsätze. In der Saison 2010/11 stand er beim NRW-Ligisten Westfalia Herne als Spieler und Co-Trainer von Klaus Täuber unter Vertrag. Im März 2011 wurde Klaus Täuber durch den Trainer der Junioren Uli Reimann ersetzt. Er brachte seinen Co-Trainer mit, so dass auch Sascha Wolf seine Tätigkeit verlor. Anschließend wurde Wolf 2015 spielender Co-Trainer beim Vfb Günnigfeld in der Landesliga und übernahm dort 2016 den Posten als Chef-Trainer, bevor er im Frühjahr 2019 entlassen wurde. Im Sommer 2022 ernannte der Gelsenkirchener Verein Sportfreunde Bulmke, Wolf als Chef-Trainer und wurde mit dem Verein 2022/2023 Meister der Kreisliga A2 Gelsenkirchen, scheiterte aber mit dem Verein im Bezirksliga AufstiegsSpiel gegen den SSV Buer 07/28 II.